# نورت پل (آیداهو)
نورت پل (به انگلیسی: North Pole) یک منطقهٔ مسکونی در ایالات متحده آمریکا است که در شهرستان کوتنای، آیداهو واقع شده‌است. نورت پل ۷۲۹٫۰۹ متر بالاتر از سطح دریا واقع شده‌است.